# Charles Delesalle (homme politique, 1850-1923)
Pour les articles homonymes, voir Delesalle.
Charles Delesalle, né le 4 janvier 1850 à Lille (Nord) et décédé le 16 juillet 1923, dans la même ville est un homme politique français.

## Biographie
Il est issu d’une famille de grands filateurs à La Madeleine. Son père, Émile Delesalle, chevalier de la Légion d'honneur, fut président du Tribunal de commerce et de la Chambre de commerce de Lille, de 1881 à 1889.
Président du comité linier, il est maire de Lille de 1904 à 1919 et conseiller général du Nord (canton de Lille-Nord-Est) de 1907 à 1913.
Pendant les mandats de Charles Delesalle, l'éclairage public s'étend, un nouveau théâtre est construit, le grand boulevard entre en service. Lille est prospère, richesse fondée sur le textile, la métallurgie, les constructions mécaniques. En revanche, la situation des ouvriers et autres personnes défavorisées (personnes âgées, malades, handicapées ) est préoccupante, voire révoltante.
Charles Delesalle est maire pendant l'occupation allemande de la Première Guerre mondiale. Durant cette période, il aura un rôle d'intermédiaire entre les autorités militaires allemandes qui imposent des conditions très dures aux Lillois et la population dont il s'efforce d'atténuer les souffrances. Il prit contact dès le début de la guerre avec les pays neutres pour obtenir des secours alimentaires. Ces démarches aboutirent en avril 1915 à l'extension de l'aide de la Commission for Relief in Belgium au territoire de la France occupée.
Son fils Charles (1886-1973), membre du groupe de défense de Fives-Saint-Maurice en 1906, sera député du Nord (1919-1928) puis du Pas-de-Calais.

## Distinctions
- Chevalier de la Légion d'honneur par décret du 9 novembre 1918[5].